# حلم على جنبات الشام أم عيد
حلمٌ على جَنَباتِ الشامِ أم عيدُ مطلع قصيدة شعرية شهيرة كتبها الشاعر السوري شفيق جبري (1898-1980) احتفاءً بعيد الجلاء واستقلال سوريا بانتهاء الانتداب الفرنسي عليها في 17 أبريل 1946.
تعرف هذه القصيدة أيضاً باسم «بقايا حطين».

## التركيب الشعري
كانت النزعة الوطنية غالبة على شعر شفيق جبري، وتعد هذه القصيدة درة شعره. والقصيدة مؤلفة من 53 بيت، وهي من تفعيلة بحر البسيط؛ واتكأ فيها جبري على قافية المتنبي؛ وذلك في تهنئته لسيف الدولة بعيد الأضحى، وهو من شعر التهاني؛
كما عارض جبري بقصيدته في ذات الوقت دالية المتنبي:
إذ لم يكن لدى جبري حرج في اعتماد تراكيب الشعراء القدامى.

## مطلع القصيدة
يقول شفيق جبري في مطلع هذه القصيدة:

## الاحتفاليات
كانت هذه القصيدة تتلى في احتفاليات عيد الجلاء في سوريا. وقد عادت هذه القصيدة إلى الواجهة مع انتصار الثورة السورية وسقوط نظام الأسد.